# 귀요미송
《귀요미송》은 대한민국의 보이 그룹 비투비의 멤버 정일훈이 연예인 최초, 방송 최초로 지인에게 배운 귀요미 플레이어를 했고 그 다음으로 대한민국의 단디레코즈 소속 음악가 하리의 K-pop 싱글이다. 단디가 프로듀싱한 이 노래는 2013년 2월 18일 출시되었고, 단디레코즈에서 제작된 귀요미 플레이어라는 인터넷 밈의 영향으로 대한민국을 포함, 전 세계적으로 인기를 끌면서 수많은 버전들이 업로드되었다. 빌보드 코리아 차트에 진입했다. 2014년에는 일본 걸그룹 X21의 2번째 싱글 〈사랑하는 여름!〉(恋する夏!)에 X21가 부른 일본어 커버 곡이 수록됐다.